# Lagisoo
Lagisoo är en sumpmark i Estland.   Den ligger i landskapet Harjumaa, i den centrala delen av landet, 50 km sydost om huvudstaden Tallinn.